# معاهدة بازل

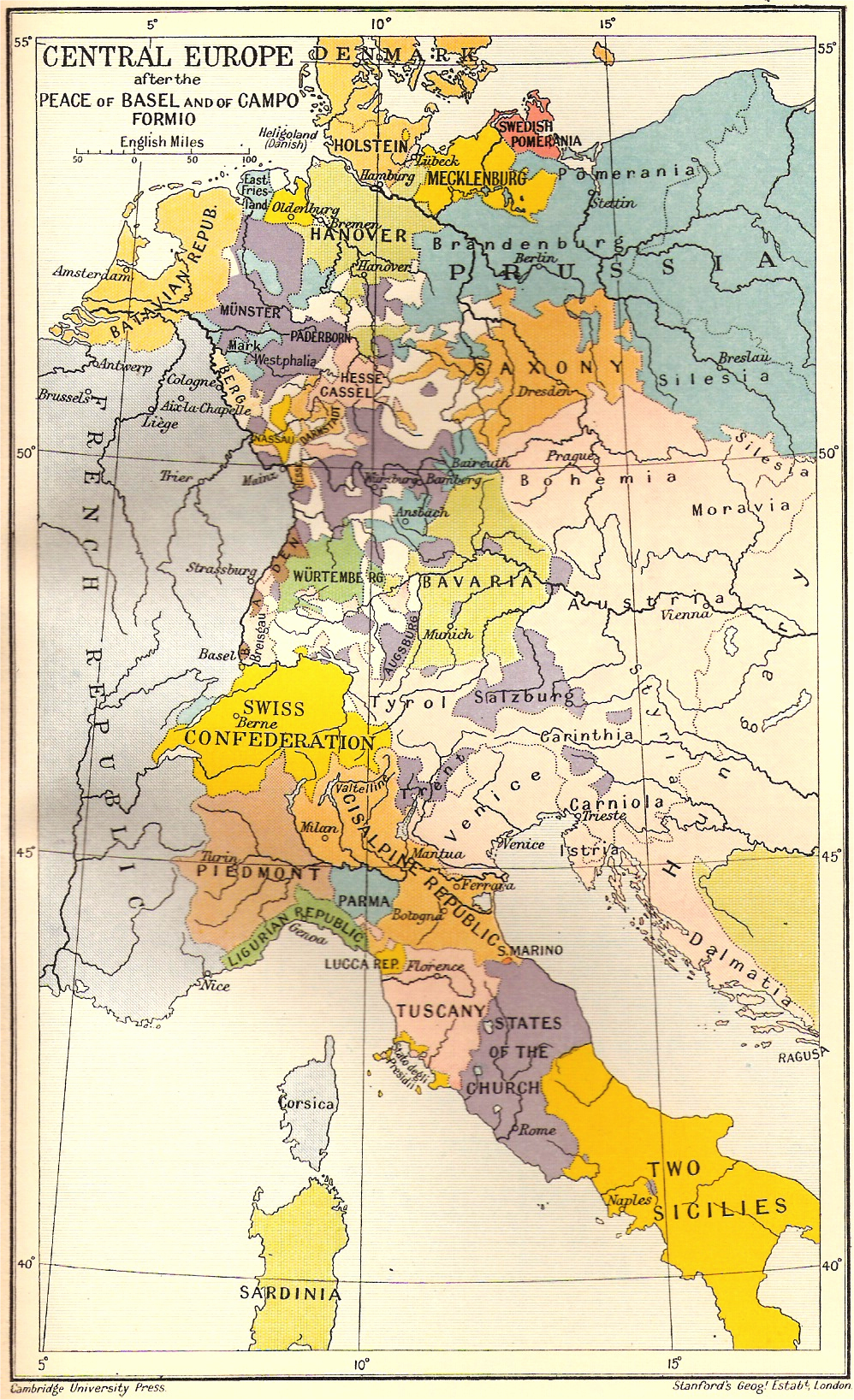
خريطة لأوروبا بعد معاهدة بازل.

معاهدة بازل هي معاهدة عُقدت في بازل (5 أبريل 1795) بين فرنسا وبروسيا في نطاق الحروب الثورية الفرنسية.